# Бака, Эльфего
Эльфе́го Ба́ка (Elfego Baca; 10 февраля 1865 года, Сокорро, США — 27 августа 1945 года, Альбукерке, США) — стрелок, страж закона, юрист и политик «последних дней» Дикого Запада.
Бака родился в Сокорро (Нью-Мексико), в самом конце Гражданской войны в США, в семье Франсиско и Хуаны Марии Бака. Его семья переехала в Топика (Канзас), когда он был маленьким ребёнком. После смерти матери в 1880 году Бака вернулся с отцом в Белен (Нью-Мексико), где его отец стал маршалом США.
В 1884 году, в возрасте 19 лет, Бака украл несколько пистолетов, купил звезду шерифа и фактически сам себя назначил заместителем шерифа в Сокорро (Нью-Мексико).
Его целью в жизни было стать хранителем мира. Он хотел, по его словам, «чтобы бандиты слышали мои шаги в квартале». Юго-западная территория Нью-Мексико в те годы была ещё относительно малонаселённой частью страны, основу экономики которой составляло разведение крупного рогатого скота. Ковбои бродили по земле и делали всё, что им заблагорассудится. Они могли войти в город, напиться в салуне, беспокоить местных жителей, а затем начать расстреливать горожан от скуки. Бака решил положить этому конец.

## Бойня во Фриско
В октябре 1884 года в городе Нижний Сан-Франциско-Плаза (ныне Рисёв, Нью-Мексико), Эльфего Бака арестовал пьяного ковбоя по имени Чарли Маккарти. Он показал Маккарти свой значок, назвавшись заместителем шерифа, и забрал у Чарли ружьё. После того как Билл Миллиган, владелец бара, отказался вмешиваться, Бака взял Чарли в заложники.
Друзья-ковбои Маккарти попытались начать мирные переговоры о его освобождении, но Бака отказался и открыл огонь по переговорщику, плотнику с ранчо Джона Слейтера, и убил его. Затем Бака вместе с Маккарти укрылся в доме Джеронимо Армихо. После привлечения к делу депутатов и судей из соседних городов Бака был вынужден передать Чарли обратно в руки правосудия для судебного разбирательства, в обмен на что самому Баке были предоставлены гарантии безопасности.
Мировой судья Тед Уайт даровал Чарли свободу. После оглашения приговора Бака выбежал из зала суда, до сих пор держа в руках оружие Маккарти.
Берт Хирн, фермер с ранчо Спур-Лейк, был отправлен к Баке, чтобы вызвать его обратно в суд на допрос по делу об убийстве плотника с ранчо Джона Слейтера. После того как Бака отказался выйти из дома, Хирн выломал дверь и приказал Баке выходить с поднятыми руками. Но вскоре после этого раздались выстрелы: пуля попала Хирну в живот, убив его.
Противостояние Баки с ковбоями продолжалось. Число ковбоев, собравшихся с ним на битву, до сих пор является предметом споров: считается, что вместе с присоединившимися к ним сельчанами всего их было около сорока человек, в то время как сам Бака позже утверждал, что их было не меньше восьмидесяти. Утверждается, что ковбои произвели более 4000 выстрелов по дому, где укрылся Бака, буквально изрешетив дырами его глинобитные стены. По невероятному стечению обстоятельств ни одна из пуль не ранила Баку (утверждается, что помещение, в котором он прятался, было ниже уровня пола, что и позволило ему избежать ран).
Во время осады дома Бака застрелил четверых и ранил восьмерых нападавших. После примерно 33 часов и 1000 выстрелов открытого огня битва закончилась, так как Францискито Наранхо убедил Баку сдаться. Когда они уходили, Бака вышел из дома целым и невредимым.
В мае 1885 года Бака был обвинён в убийстве плотника с ранчо Джона Слейтера и Бена Хирна. Он был заключён в тюрьму в ожидании суда. В августе 1885 года Бака был оправдан, после того как выломанная дверь в доме Армихо была предъявлена как доказательство. Она имела более 400 пулевых отверстий. Инцидент получил название Бойня во Фриско. По слухам, адвокат Эльфего Баки имел поддельные документы, подтверждающие юридический статус Баки как помощника шерифа, потому как биографы Баки предполагают, что он действительно замещал шерифа в течение непродолжительного времени перед арестом Чарли Маккарти.

## Закон и порядок
Бака официально стал шерифом округа Сокорро и начал готовить обвинительные заключения для ареста нарушителей закона. Вместо того, чтобы приказывать своим заместителям искать и приводить к нему разыскиваемых, он направил каждому из обвиняемых письмо, в котором писал: «У меня есть ордер на ваш арест. Пожалуйста, приходите в участок 15 марта с поднятыми руками. Если вы не сделаете этого, то я пойму, что вы сопротивляетесь аресту, и тогда ничто не удержит меня от того, чтобы застрелить вас, когда я приду за вами». Большинство бандитов сдались добровольно.
В 1888 году Бака стал одним из членов Службы маршалов США. Он служил на этой должности в течение двух лет, а затем стал изучать право. В декабре 1894 года он был принят в коллегию адвокатов и присоединился к юридической фирме в Сокорро, основанной судьёй Альфредом Фриманом. Он занимался юридической практикой на улице Сан-Антонио в Эль-Пасо (Техас) между 1902 и 1904 годами.

## Политическая жизнь
Бака впоследствии занимал разные должности в государственных учреждениях, в том числе был клерком графства, мэром и начальником школы округа Сокорро, окружным прокурором в Сокорро и Сьерра-Контис.
С 1913 по 1916 годы Бака был официальным представителем США в правительстве Викториано Уэрты, созданном в ходе Мексиканской революции; этот пост Бака заработал, когда подготовил обвинительное заключение по делу о побеге, когда мексиканский генерал Хосе Инес Салазар бежал из тюрьмы. Успешно поддерживаемая адвокатом и политиком из Нью-Мексико Октавианом Ларразоло, репутация Баки среди жителей Юго-Запада США сильно выросла.
Когда Нью-Мексико стал штатом в 1912 году, Бака неудачно баллотировался в Конгресс от Республиканской партии. Тем не менее, он по-прежнему был важной политической фигурой из-за его способности «оттягивать» голоса испаноязычного населения. Работая время от времени в качестве частного детектива, Бака также был принят на работу вышибалой в приграничном казино в Сьюдад-Хуаресе, Мексика.
Бака тесно сотрудничал с сенатором Нью-Мексико Бронсоном Каттингом, проводя политические расследования. В еженедельной колонке, которую он вёл в местной газете на испанском языке, Бака неизменно отмечал работу Каттинга на благо населения испанских кровей. Несмотря на своё ухудшающееся здоровье, Бака намеревался баллотироваться на пост губернатора, но не смог обеспечить себе выдвижение в качестве окружного прокурора от Демократической партии в 1944 году.
На своё 75-летие Бака дал интервью, в котором сказал, что как адвокат защищал 30 человек, обвинённых в убийстве, и только один из них в итоге сел в тюрьму.
В июле 1936 года Джанет Смит провела интервью с Бакой, в котором он сказал: «Я никогда не хотел никого убивать, но если человек замышлял убить меня, то я считал своим долгом опередить его».

## Легенды
О Баке сложено множество легенд. Так, по одной из них Бака украл пистолет у знаменитого мексиканского революционера Панчо Вильи, и разгневанный Вилья объявил награду в 30 000 долларов за голову Баки.